# Mannosebindend lectine
Mannosebindend lectine (MBL), ook wel mannanbindend lectine of mannosebindend proteïne (MBP) genoemd, is een lectine dat een rol speelt in de aangeboren afweer door activatie van het complementsysteem. Het is een oligomeer, gevormd uit bouwstenen van drie peptideketens elk. 
Mannosebindend lectine bindt, zoals de naam al doet vermoeden, aan het koolhydraat mannose op het oppervlak van pathogenen. Het laat daarvoor los van zijn transporteiwit, MBL-geassocieerd serineprotease (MASP). MASP zet vervolgens de complementcascade in gang.
MBL wordt gemaakt in de lever en is een acutefase-eiwit.